# 언암초등학교
언암초등학교는 대한민국 충청남도 서산시에 있는 공립 초등학교이다.

## 학교 연혁
- 1946년 9월 4일 해미국민학교 언암분교장 인가
- 1949년 9월 30일 언암초등학교 개교
- 1975년 3월 1일 20학급 편성
- 1981년 3월 1일 병설유치원 인가
- 1991년 5월 4일 신축학교(현 위치)로 이전
- 1996년 3월 1일 언암초등학교로 명칭 변경
- 1999년 1월 27일 공군 제20전투비행단 자매결연

## 참고 자료
- 언암초등학교 - 한국교육학술정보원 학교알리미